# Juan José González de la Riva
Juan José González de la Riva y Vivancos, VI márques de Villa Alcázar, coronel de Caballería. Nació en su casa solariega de Selaya (Cantabria), siendo bautizado el 4 de marzo de 1774. El 12 de febrero de 1848 fallecia en Salamanca.

## Participación en la Guerra de Independencia
En 1786 ingresó en el seminario de nobles (Madrid) y tomó parte, como oficial de Caballería, en la Guerra del Rosellón (1793-1795) a las órdenes del general Ricardos.
En abril de 1807 —siendo ya capitán— embarcó con el ejército del marqués de La Romana (posiblemente, adscrito al Cuartel General de éste, pues no figura en los Regimientos que allí estuvieron) rumbo a Dinamarca, como fuerza aliada del ejército francés.
En agosto de 1808 volvió a embarcar, pero esta vez en la isla de Langueland, de regreso a España, para combatir en la Guerra de la Independencia, desembarcando en Santander el 9 de octubre, donde recibió el ascenso a teniente coronel.
En Cantabria quedó con la idea de crear una unidad de Caballería que dificultase la progresión francesa y diera seguridad a los puertos por los que debía recibirse la ayuda inglesa.
A mediados de noviembre entraron las tropas francesas en Santander y el día 21 alcanzaron ya algunos puntos del límite con Asturias. El “señor De la Riva”, como era conocido, empezó a reclutar a sus primeros hombres para un primer escuadrón que recibió el nombre de Húsares de Cantabria, forjándoles en pequeñas escaramuzas y convirtiéndose poco después en una auténtica pesadilla para las tropas francesas.
Desde los primeros meses de 1809 unió sus fuerzas a la guerrilla de Juan Díaz Porlier, constituyendo la que se conoció como División Cántabra, operando en los últimos días de mayo y primeros de junio por las tierras del norte de Palencia.
Contribuyó a la toma de Santander, el 10 de junio, y protegió la retirada de las tropas del general Ballesteros efectuando reiteradas cargas contra los franceses, muy superiores en número. Por esta actuación fue ascendido a coronel por el marqués de La Romana.
En julio los Húsares de Cantabria se convirtieron en Regimiento con dos escuadrones. Durante el otoño actuaron en León, Asturias, La Rioja y Palencia.
El 31 de enero de 1810 entraron los franceses en Oviedo, pero los contraataques y escaramuzas de De la Riva y Porlier les obligaron a abandonar dicha plaza. El coronel de la Riva y su Regimiento continuaron su intervención en numerosos combates: Cervera de Pisuerga (Palencia), el puerto de Pancorbo (Burgos) y Gijón, Pravia, Luarca, Oviedo y Grado (Asturias) son —entre otras localidades— testigos de sus acciones.
A final de 1810 se estableció de modo permanente en el valle de Liébana y, a raíz de la orden de marzo de 1811 sobre la creación de escuelas militares en cada ejército, estableció en Colio (Cantabria) una academia de Caballería para formar a los futuros cuadros de los Húsares de Cantabria; y sus alumnos intervenían en las acciones del Regimiento que este año tuvieron, como principales escenarios, las provincias de León, Cantabria y Palencia.
En 1812, Húsares de Cantabria llegó a contar, desde octubre, con tres escuadrones, combatiendo en la mayoría de sus acciones por las provincias de Cantabria, Palencia y Vizcaya. A finales de este año se reorganizó el Ejército y al año siguiente se disolvió la División Cántabra y la llamada “Caballería del señor De la Riva” pasó a formar parte de la División de Caballería del conde de Penne. Durante 1813 el Regimiento de Cantabria alcanzó los cuatro escuadrones, continuó combatiendo en Cantabria y se encontró en las batallas de Vitoria (junio), Irún (julio), San Marcial (agosto), paso del Bidasoa (octubre) y San Juan de Luz (noviembre).
En enero de 1813, sin razón aparente, no se le quiso reconocer el ascenso a coronel otorgado por el marqués de La Romana y se le dejó en teniente coronel con grado de coronel.
En abril de 1814 intervino el Regimiento en Toulouse; y hay que destacar que, al finalizar la campaña, contaba con seiscientos un jinetes, cifra superior a la plantilla.
Terminada la guerra se retiró a su Selaya natal, apartándose de la vida pública. Ascendió a coronel, aunque se desconoce la fecha, pero se sabe que desde el 22 de abril de 1818 era “coronel de Caballería retirado a dispersos”. En junio de 1823 se estableció en Valladolid.

## Familia
Hijo de Nicolás e Isabel y nieto de Juan González de la Riva y Antonia González de Castañeda.
La Riva consigue licencia para contraer matrimonio, caso con Mª del Rosario Malló y Bonelli en 1813. De dicho matrimonio tuvo tres hijos:
- Francisco de Asís, VII márques de Villa Alcázar. Compositor.
- Nicolás
- Ramón